# Providencia (miasto)
Providencia – miasto w Kolumbii, w departamencie Nariño.